# Ilex daphnogenea
Ilex daphnogenea là một loài thực vật có hoa trong họ Aquifoliaceae. Loài này được Reissek mô tả khoa học đầu tiên..